# Dudley Roberts
Dudley Edward Roberts (* 16. Oktober 1945; † 5. Juli 2024) war ein englischer Fußballspieler.

## Sportlicher Werdegang
Roberts begann seine Karriere bei Coventry City, wo bereits sein Vater Ted Roberts langjährig als Stürmer reüssiert hatte. Nachdem er im November 1963 seinen ersten Profivertrag beim Klub unterzeichnet hatte, kam er nur unregelmäßig zum Einsatz. In der Zweitliga-Spielzeit 1965/66 erzielte er fünf Tore in sechs Spielen, dennoch verpasste er den Durchbruch beim Klub. Im März 1968 wechselte er zu Mansfield Town in die Third Division. In den Spielzeiten 1969/70 und 1970/71 war er vereinsintern bester Torschütze, dabei wurde er im Sommer 1971 mit 22 Toren gleichauf mit Gerry Ingram als Drittligatorschützenkönig ausgezeichnet. Später wurde er an die Doncaster Rovers in die Fourth Division verliehen, ehe er im Februar 1974 dauerhaft zum Viertligisten Scunthorpe United wechselte. 1976 beendete er verletzungsbedingt seine Karriere und arbeitete fortan hauptberuflich für East Midlands Electricity als Lagerhalter.